# 당인
당인(唐寅, 1470년 ~ 1524년)은 명나라의 화가이다. 자(字)는 백호(伯虎)이고 육여거사(六如居士)라고 호(號)하며, 명(明)나라 사람이다. 시서화(詩書畵) 3절(三絶)이라 추앙되고 그 자신도 강남 제일의 풍류재사(風流才士)임을 뽐냈으나 관도(官途)에서는 뜻을 이루지 못하여 주색(酒色) 가운데 생애를 마쳤다.
주성치의 영화인 당백호점추향은 당인을 모티브로 제작된 영화이다.

## 같이 보기
- 명나라의 회화
- 유협